# Autoroute A72
L’autoroute A 72 è un'autostrada francese che attraverso la valle della Loira collega l'A89 a Saint-Étienne, dove si trova l'intersezione con la N88.